# Jagdstaffel 41
A Jagdstaffel 41, conhecida também por Jasta 41, foi um esquadra de aeronaves da Luftstreitkräfte, o braço aéreo das forças armadas alemãs durante a Primeira Guerra Mundial. A esquadra abateu 73 aeronaves inimigas, incluindo 10 balões.